# Lỗi tỷ kinh
Lỗi tỷ kinh (Hán tự: 耒耜經) là một cuốn sách cổ điển Trung Quốc được viết bởi Lục Quy Mông (陸龜蒙; ？—881) vào năm 880 sau Công Nguyên thời nhà Đường. Chỉ có 633 chữ trong cuốn sách, đây là một cuốn sách nông học nói về nông cụ. Trong đó có mô tả một loại cày sắt, dụng cụ Khúc viên lê (曲轅犁), từng được phát minh vào thời nhà Đường.
Mô tả của tác giả được sử dụng làm chỉ dẫn trong các bách khoa toàn thư nông nghiệp trong nhiều thế kỷ liền. Ông mô tả từng bộ phận của cái cày và chỉ định các kích thước của nó, đủ thông tin để có thể làm nên bản sao chiếc cày. Có rất nhiều phiên bản của cuốn sách được lưu truyền trên thế giới.